# Marcus Daniell
Marcus Daniell (Masterton, Wairarapa, 9 de novembre de 1989) és un tennista professional neozelandès.
Es va especialitzar en les proves de dobles, en les quals ha guanyat quatre títols i ha arribat a ocupar el 34è lloc del rànquing mundial l'any 2018.

## Biografia
Fill de Derek i Christine Daniell, té un germà i una germana més grans, Josh i Jess. Va créixer en una granja, on també va començar a jugar a tennis amb cinc anys. Més endavant va jugar a futbol però als catorze anys va decidir centrar-se en el tennis.

## Jocs Olímpics

### Dobles masculins
| Any  | Campionat                   | Parella       | Oponents                        | Resultat    |
| ---- | --------------------------- | ------------- | ------------------------------- | ----------- |
| 2020 | Jocs Olímpics, Tòquio, Japó | Michael Venus | Austin Krajicek Tennys Sandgren | 7−6(3), 6−2 |

## Palmarès

### Dobles masculins: 15 (5−10)
| Llegenda                          |
| --------------------------------- |
| Grand Slams (0−0)                 |
| Jocs Olímpics Bronze (1)          |
| ATP Finals (0−0)                  |
| ATP World Tour Masters 1000 (0−0) |
| ATP World Tour 500 (0−0)          |
| ATP World Tour 250 (5−10)         |

| Títols per superfície |
| --------------------- |
| Dura (3−5)            |
| Gespa (1−1)           |
| Terra batuda (1−4)    |

| Resultat  | Núm. | Data                 | Torneig                         | Superfície   | Parella           | Oponents                             | Marcador            |
| --------- | ---- | -------------------- | ------------------------------- | ------------ | ----------------- | ------------------------------------ | ------------------- |
| Guanyador | 1.   | 16 de gener de 2010  | Auckland, Nova Zelanda          | Dura         | Horia Tecău       | Marcelo Melo Bruno Soares            | 7−5, 6−4            |
| Guanyador | 2.   | 8 de febrer de 2015  | Montpeller, França              | Dura (i)     | Artem Sitak       | Dominic Inglot Florin Mergea         | 3−6, 6−4, [16−14]   |
| Guanyador | 3.   | 13 de juny de 2016   | Stuttgart, Alemanya             | Gespa        | Artem Sitak       | Oliver Marach Fabrice Martin         | 6−7(4), 6−4, [10−8] |
| Finalista | 1.   | 17 de juliol de 2016 | Båstad, Suècia                  | Terra batuda | Marcelo Demoliner | Marcel Granollers David Marrero      | 2−6, 3−6            |
| Finalista | 2.   | 6 de març de 2017    | São Paulo, Brasil               | Terra batuda | Marcelo Demoliner | Rogério Dutra Silva André Sá         | 6−7(5), 7−5, [7−10] |
| Finalista | 3.   | 27 de maig de 2017   | Lió, França                     | Terra batuda | Marcelo Demoliner | Andrés Molteni Adil Shamasdin        | 3−6, 6−3, [5−10]    |
| Finalista | 4.   | 1 d'octubre de 2017  | Chengdu, Xina                   | Dura         | Marcelo Demoliner | Jonathan Erlich Aisam-ul-Haq Qureshi | 3−6, 6−7(3)         |
| Finalista | 5.   | 25 de febrer de 2018 | Marsella, França                | Dura (i)     | Dominic Inglot    | Raven Klaasen Michael Venus          | 7−6(2), 3−6, [4−10] |
| Finalista | 6.   | 21 d'octubre de 2018 | Estocolm, Suècia                | Dura (i)     | Wesley Koolhof    | Luke Bambridge Jonny O'Mara          | 5−7, 6−7(8)         |
| Guanyador | 4.   | 6 de gener de 2019   | Brisbane, Austràlia             | Dura         | Wesley Koolhof    | Rajeev Ram Joe Salisbury             | 6−4, 7−6(6)         |
| Finalista | 7.   | 29 d'abril de 2019   | Budapest, Hongria               | Terra batuda | Wesley Koolhof    | Ken Skupski Neal Skupski             | 3−6, 4−6            |
| Finalista | 8.   | 16 de juny de 2019   | 's-Hertogenbosch, Països Baixos | Gespa        | Wesley Koolhof    | Dominic Inglot Austin Krajicek       | 4−6, 6−4, [4−10]    |
| Finalista | 9.   | 18 de gener de 2020  | Auckland                        | Dura         | Philipp Oswald    | Luke Bambridge Ben McLachlan         | 6−7(3), 3−6         |
| Guanyador | 5.   | 17 d'octubre de 2020 | Sardenya, Itàlia                | Terra batuda | Philipp Oswald    | Juan Sebastián Cabal Robert Farah    | 6−3, 6−4            |
| Finalista | 10.  | 12 de març de 2021   | Doha, Qatar                     | Dura         | Philipp Oswald    | Aslan Karatsev Andrei Rubliov        | 5−7, 4−6            |
| Guanyador | −    | 1 d'agost de 2021    | Jocs Olímpics, Tòquio, Japó     | Dura         | Michael Venus     | Austin Krajicek Tennys Sandgren      | 7−6(3), 6−2         |

## Trajectòria

### Dobles masculins
| Open d'Austràlia | A           | A           | A           | 1R    | 3R          | QF          | 2R          | 1R          | QF    | 2R |    | 1R | 0 / 8     | 10 − 8    |
| Roland Garros | A           | A           | 1R          | 3R    | 1R          | A           | 2R          | 1R          | 2R    |    |    |    | 0 / 6     | 4 − 6     |
| Wimbledon | A           | A           | 3R          | 1R    | 3R          | 1R          | QF          | NC          | 2R    |    |    |    | 0 / 6     | 8 − 6     |
| US Open | A           | A           | 2R          | 3R    | 2R          | 2R          | 1R          | 2R          | 2R    |    |    |    | 0 / 7     | 7 − 7     |
| Jocs Olímpics | No celebrat | No celebrat | No celebrat | 1R    | No celebrat | No celebrat | No celebrat | No celebrat | 3r    | NC | NC |    | 0 / 2     | 4 − 2     |
| Total Victòries−Derrotes                                                                                                   | 1−1         | 2−0         | 13−12       | 18−18 | 27−26       | 20−22       | 28−19       | 14−11       | 27−24 |    |    |    | 158 – 139 | 158 – 139 |
| Rànquing a final d'any | 369         | 112         | 76          | 50    | 37          | 51          | 43          | 45          | 51    |    |    |    |           |           |
| Llegenda: G: Guanyador; F: Finalista; SF: Semifinalista; QF: Quarts de final; Q: Qualificació; A: Absent; RR: Round Robin; |             |             |             |       |             |             |             |             |       |    |    |    |           |           |

### Dobles mixts
| Open d'Austràlia | A   | 1R  | A   | A   | A  | 0 / 1 | 0 − 1 |
| Roland Garros | A   | A   | A   | NC  | A  | 0 / 0 | 0 − 0 |
| Wimbledon | 1R  | 2R  | 3R  | NC  | A  | 0 / 3 | 3 − 3 |
| US Open | A   | A   | 1R  | NC  | 2R | 0 / 2 | 1 − 2 |
| Total Victòries−Derrotes                                                                                                   | 0−1 | 1−2 | 2−2 | 0−0 |    | 3 – 5 | 3 – 5 |
| Llegenda: G: Guanyador; F: Finalista; SF: Semifinalista; QF: Quarts de final; Q: Qualificació; A: Absent; RR: Round Robin; |     |     |     |     |    |       |       |

## Guardons
- Arthur Ashe Humanitarian Award: 2021[2]